# Geografía de la Comunidad Valenciana
La Comunidad Valenciana es una comunidad autónoma de España situada en el este de la península ibérica, en el litoral del mar Mediterráneo. Con 23 255 km², es la octava región de España por superficie y representa el 4,60 % de la extensión nacional. 
La Comunidad, estrecha y alargada, se extiende entre el río Cenia (en Vinaroz) y Pilar de la Horadada, un poco más al sur del río Segura, con una delimitación terrestre de 840 km y una longitud de costa de 518 km. Además, las islas mediterráneas de las Columbretes y Tabarca pertenecen también a la Comunidad Valenciana. Su posición geográfica es 40º 47' en el extremo norte, 37º 51' en el extremo sur, 0º 31' E en el extremo oriental y 1º 32' W en el extremo occidental.

## Relieve

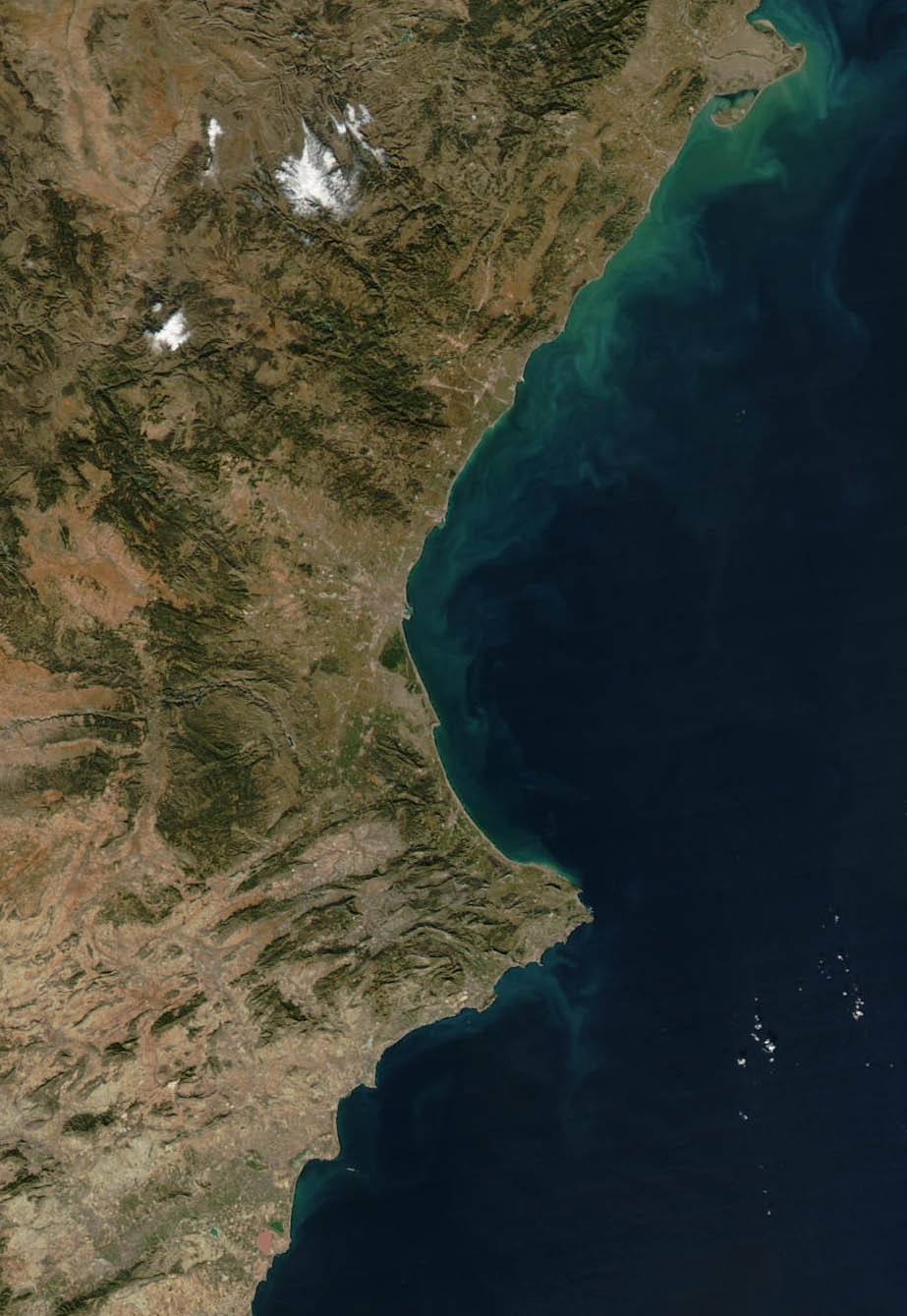
Imagen satélite de la Comunidad Valenciana.

Las montañas ocupan la mayor parte de la Comunidad Valenciana, dejando solamente una estrecha franja litoral para las llanuras que, además, solo se ensanchan en el extremo norte (llanura de Vinaroz), en la Plana de Castellón, en la Huerta de Valencia y en el extremo sur (Vega Baja del Segura). En el resto de la costa, las montañas se encuentran a corta distancia de la línea litoral.
De una visión de conjunto, la región valenciana es la zona de contacto y final de dos grandes sierras peninsulares: el sistema Ibérico por el norte y el sistema Bético por el sur. Estos dos sistemas delimitan, a nivel peninsular, dos grandes unidades interiores: la Depresión del Ebro y la Submeseta sur; esta última se adentra en el territorio autonómico provocando el llamado altiplano de Requena-Utiel. El contacto entre los sistemas Ibérico y Bético se produce al sur del río Júcar, en la llamada falla sur-valenciana.

### Sector Ibérico
El sistema Ibérico despliega sus estribaciones montañosas hacia el Mediterráneo en el sector septentrional de la Comunidad Valenciana. El sistema se ve interferido y dislocado por otros tres accidentes del terreno: las Cordilleras Costero Catalanas, que la afecta en el extremo más al norte; la depresión del golfo de Valencia, al sur; y las sierras Béticas, al suroeste. Estas interferencias muestran unas sierras muy afectadas por fracturas paralelas a la costa, lo que se traduce en que la orientación típicamente ibérica (noroeste-sureste) sea nítida solamente en casos aislados (sierras de Espadán y Calderona)
Las últimas terminaciones de sierras del sistema ibérico terminan en la localidad valenciana de yatova y dos aguas con las sierras martes y del ave a 1086 y 978 m s. n. m.
El relieve de este sector no es propiamente resultado plegamientos alpinos, sino de esfuerzos distensivos, aparejados por el hundimiento de la fosa balear y la formación del golfo de Valencia, que abrieron una serie de valles, hoyas y corredores.

### Depresión central valenciana y montañas circundantes

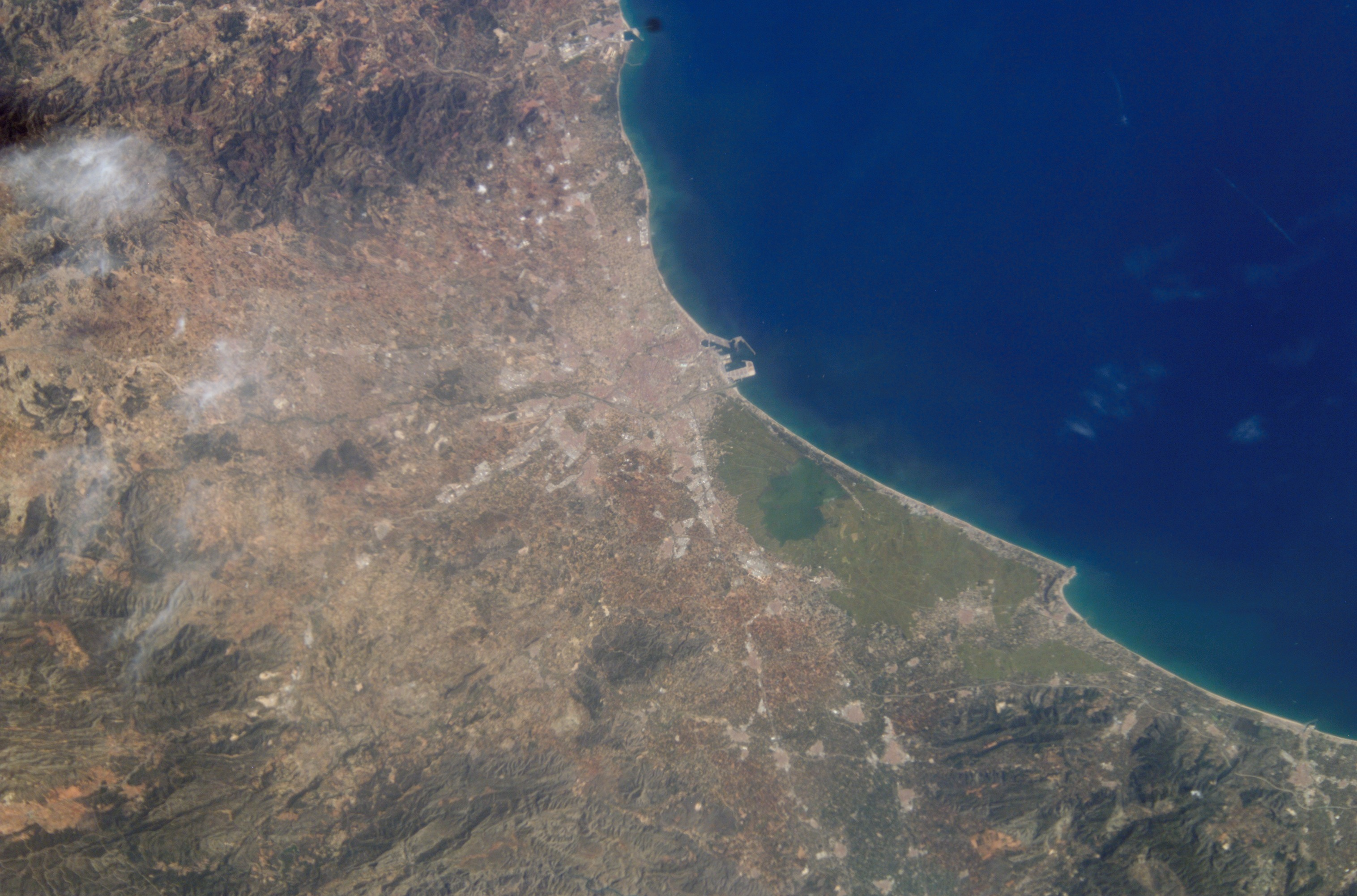
La Huerta de Valencia en una fotografía satélite

La depresión valenciana, situada inmediatamente al sur del sector ibérico, es la mayor llanura litoral de toda la cuenca mediterránea española (llanura litoral valenciana). Aquí se concentra el área metropolitana de Valencia, la mayor aglomeración humana de la región y la tercera de España (tras Madrid y Barcelona).

#### La depresión central valenciana
La depresión valenciana se encuentra en el centro de la Comunidad Valenciana, limitada por la Sierra Calderona al norte, las montañas de la Serranía del Turia al noroeste, la sierra de Las Cabrillas al oeste, el macizo del Caroig al suroeste y el Mondúver por el sur.
Su origen debe buscarse, primero, en el proceso de hundimiento del golfo de Valencia iniciado hace unos 6 millones de años y, después, en el largo proceso de aportes de tierra producido por ríos como el Palancia, el Turia y el Júcar, y los barrancos de Carraixet o de Chiva; este proceso fue ayudado por un mar poco erosivo y, en los últimos tiempos, por la acción del hombre, que ha conquistado los marjales por medio de aterramientos.

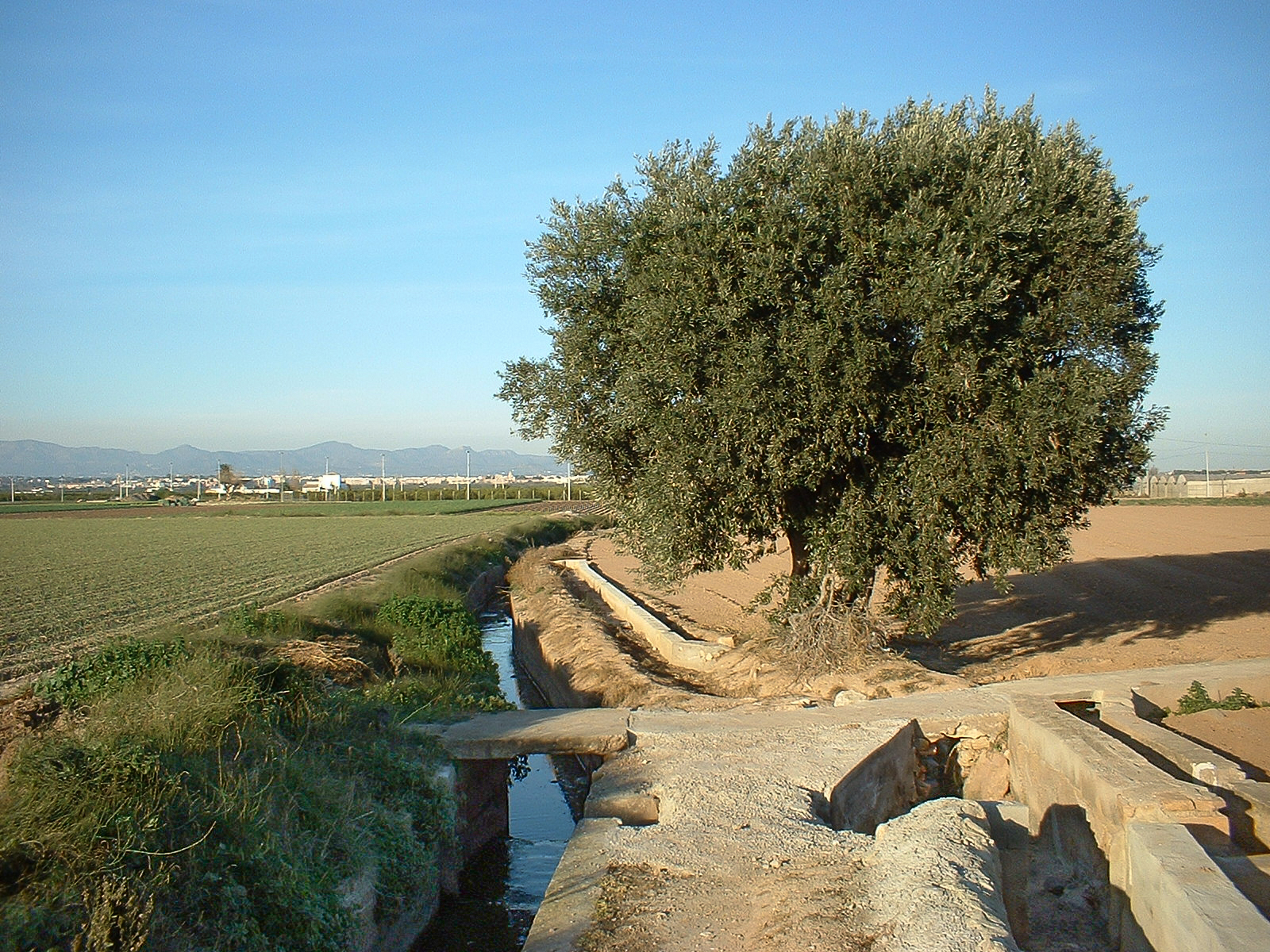
Vista típica de la Huerta de Valencia

No toda la depresión es una llanura perfecta, pues las zonas más próximas al litoral, de formas extremadamante llanas, conecta con extensos piedemontes interiores (Pla de Cuart de Poblet, Campo de Liria, etc.). También cabe decir que la llanura se encuentra salpicada por pequeñas lomas que rompen la unidad, como las del Puig, Sueca, Villamarchante o la Sierra Perenchisa.
Los paisajes más típicos e importantes en esta unidad de relive son los de la Huerta de Valencia y los de la Albufera.

#### Accidentes del curso medio del Turia
Antes de llegar a la Huerta de Valencia, el río Turia atraviesa y forma zonas orográficamente más accidentadas: a partir de su nacimiento en la Sierra de Albarracín atraviesa la provincia de Teruel hasta entrar en el Rincón de Ademuz y la comarca de Los Serranos. 
La serranía del Turia, localizada en la comarca de Los Serranos, es una unidad geográfica limitada por las montañas anticlinales de orientación ibérica (NO-SE) de Javalambre por el norte y Sierra del Negrete por el sur. Entre éstas se encuentra la cuenca del río Turia, que está encajado entre espectaculares gargantas de paredes de hasta 200 metros de altura, como los de Santa Cruz de Moya, de Puente Alta en Calles y el de Chulilla.

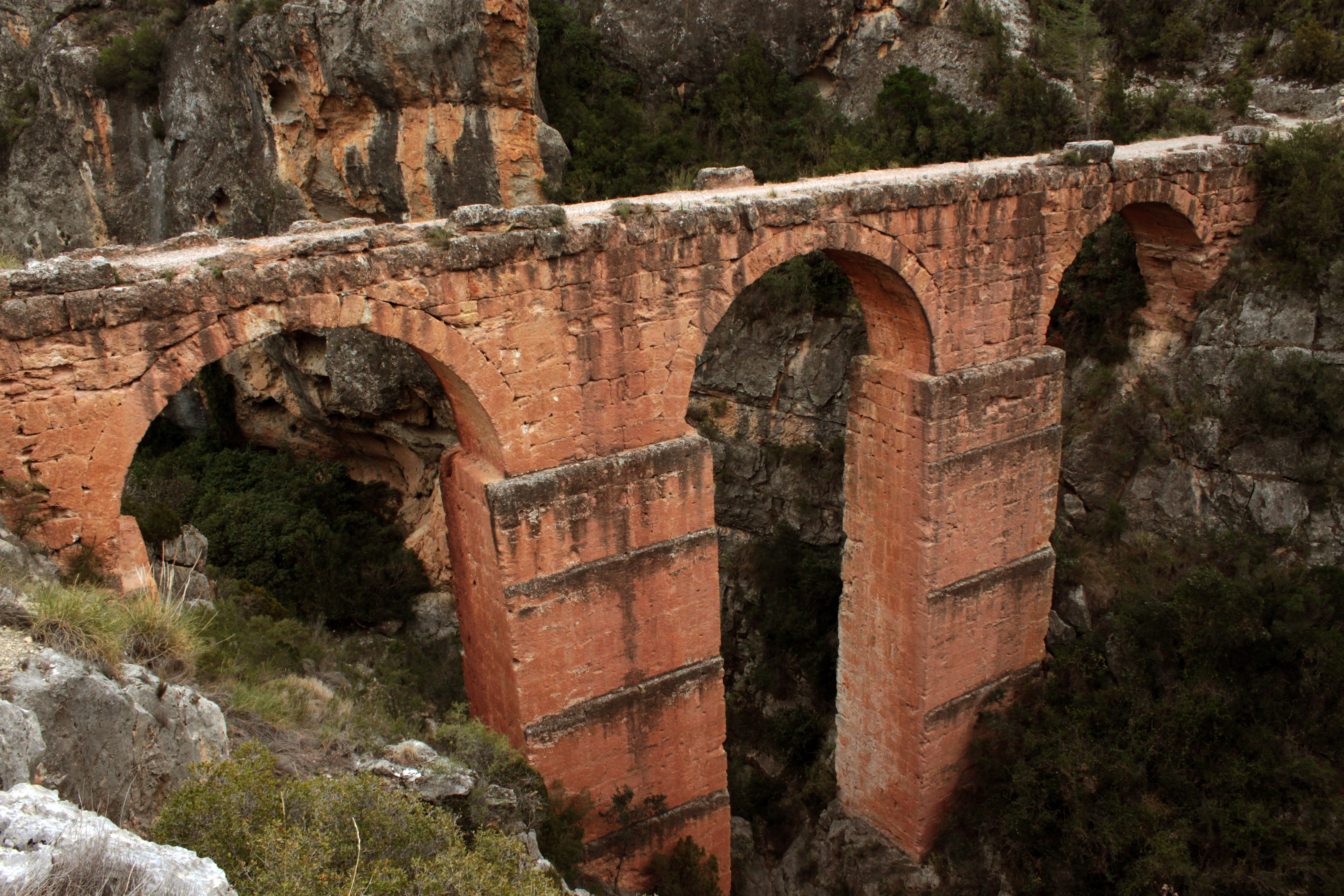
Acueducto de Peña Cortada sobre el Turia.

La unidad se caracteriza por los sistemas montañosos como las sierras del Remedio, la Talaya, Santa María, Sierra de los Bosques, etc. También se encuentran muelas calcáreas como las de Alpuente, Aras de los Olmos, etc.
El Turia ha construido pequeñas vegas como las de Benagéber, Domeño, Tuéjar, Chelva y Loriguilla, de geología de tipo keuper, terreno muy propicio para la construcción de embalses que abastecen al área metropolitana de Valencia.
Al noroeste, se encuentra el Rincón de Ademuz, una exclave valenciano rodeado por Castilla-La Mancha y Aragón. Es una comarca atravesada de norte a sur por el Turia que, aquí sí, abre un gran valle que forma parte de la gran fosa de Teruel. Este valle está flanqueado por la sierra de Javalambre (al este), que alarga algunas sierras hacia la Comunidad Valenciana como la sierra de la Tortajada y algunos picos como el Cerro Calderón (1.839 m), que es el punto más alto de la Comunidad. Por el oeste está cerrado por las últimas estribaciones meridionales de los Montes Universales, con picos como la Cruz de los Tres Reinos (1.552m).

#### La meseta de Utiel-Requena
Inmediatamente al sur de la Sierra del Negrete se extiende la meseta de Utiel-Requena, La plana de Utiel. Esta zona es la continuación en la provincia de Valencia de la Meseta Central, separada de la misma por la acción erosiva del Río Cabriel.
Esta unidad geográfica está limitada por las Sierras de Utiel y Juan Navarro por el norte, la Sierra del Tejo por el noreste, de Malacara por el este, de Martés por el sureste, de Rubial por el sudoeste, de Bicuerca y la Sierra de Mira por el oeste, y el Valle del Río Cabriel por el sur. 
La meseta de Utiel-Requena es una plataforma relativamente llana, basculada de NO (900 m de altitud en Camporrobles) a SE (600 m en Campo Arcís) y con una altura media de 750 metros. Está drenada por dos ríos: el Magro y el Cabriel.

#### Macizo del Caroig, Sierra de Corbera y Mondúver
El macizo del Caroig, la Serra Grossa, la sierra de Corbera y la sierra del Mondúver cierran por el sur la depresión central valenciana.
Al sur de estas formaciones se encuentran las estribaciones del sistema Bético.

### Sector iberico

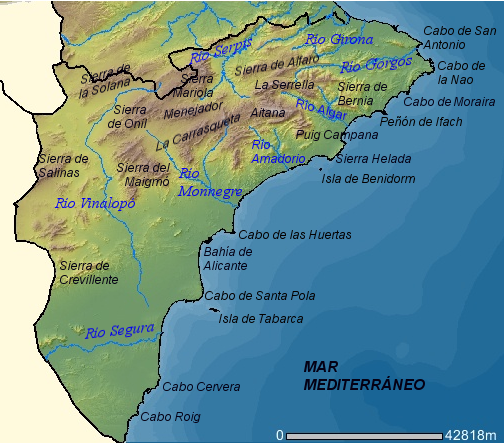
Mapa físico de la provincia de Alicante.

## Clima
El clima de la Comunidad Valenciana es mediterráneo. La mayor parte de la región presenta un clima mediterráneo típico, aunque el centro y sur de la provincia de Alicante presentan un clima mediterráneo seco (con un régimen de lluvias muy escaso durante la mayor parte del año) y en algunas zonas del interior de la provincia de Valencia y de Castellón se encuentra un clima mediterráneo continentalizado.
El efecto suavizante del mar Mediterráneo se extiende a todo el territorio regional, ya que toda la Comunidad (salvo el Rincón de Ademuz) se encuentra a menos de 100 km de la costa.

### Factores climáticos
A pesar de esto, hay que señalar otros factores determinantes de los matices climáticos de la región.
- La posición de la Comunidad Valenciana respecto a la Península, en el extremo oriental. En la península ibérica predominan los vientos del oeste, lo que repercute directamente en la cantidad de precipitaciones recibidas que, por su latitud media, debería corresponder con unas lluvias más abundantes. Los relieves peninsulares (Cordillera Cantábrica, la Meseta, el Sistema Central y el Ibérico) dificultan el paso de las borrascas de origen atlántico.

- Las latitudes entre las cuales se encuentra la Comunidad Valenciana, entre los 37º 51' (S) y los 40º 47' (N). Aunque la diferencia en las temperaturas medias de los dos municipios costeros más alejados sean solamente de 2 °C (16 °C en Vinaroz y 18 °C en Orihuela), esta pequeña diferencia es suficiente para explicar otras diferencias en campos como los de la agricultura.

- El relieve montañoso tan accidentado y lleno de contrastes (llanuras litorales, elevadas montañas interiores, hoyas, valles, altiplanos, etc.) es un factor determinante. La disposición de las sierras litorales y prelitorales del Maestrazgo (SO-NE) hace difícil la penetración de la influencia marítima. La sierra de Aitana (1.559 m) actúa como una gran muralla que provoca una gran asimetría entre las caras a barlovento (sur de la provincia de Valencia: Valle de Albaida, la Safor, etc.) y las de sotavento (parte central de la provincia de Alicante), con grandes diferencias en la precipitación (más elevadas en el norte o barlovento) y temperatura (más elevadas en el sur o sotavento). La altitud también una repercusión directa en las temperaturas, con un gradiente medio de 0,55 °C por cada 100 m.

### Temperaturas
Las temperaturas muestran un claro contraste entre las tierras altas de interior y el litoral, sobre todo en invierno. En el mes de enero, las medias se encuentra alrededor de los 10-11 °C en el litoral y los 3-4 °C en el interior. Durante los meses de verano, las temperaturas medias no muestran tantos contrastes, aunque las diferencias térmicas diarias (entre el día y la noche) son más acusadas en el interior. 
Las mayores diferencias en las temperaturas medias durante los meses cálidos se dan entre el interior de la provincia de Castellón (en Morella no sobrepasan los 20 °C de media en el mes de julio) y el extremo meridional de la provincia de Alicante (en Orihuela y Elche sobrepasan los 26 °C). En el litoral, las brisas marinas hacen más soportables las rigurosas temperaturas del verano.

### Precipitaciones
Las precipitaciones se encuentran, de media, entre los 700 y los 900 mm anuales. Pero los dos elementos que caracterizan las precipitaciones en la Comunidad Valenciana son la irregularidad y los contrastes regionales (distinguiéndose entre zonas áridas con 250 mm anuales y zonas lluviosas con más de 1000 mm anuales). En general las mayores precipitaciones se concentran durante el otoño y, en menor medida, en primavera. El carácter irregular suele derivar en una concentración de las lluvias en unos pocos días del año, provocándose a menudo en otoño gotas frías e inundaciones, como ocurrió en la Gran riada de Valencia de 1957, en la gota fría de [Alzira] de 1982 o en el desbordamiento del río Girona y la inundación de Calpe de octubre del 2007.

## Hidrografía
| Júcar    | 498 | 21.578 | 49,22 | 16.000 |  |
| Segura   | 325 | 19.525 | 21,59 | 2.000  |  |
| Turia    | 280 | 6.394  | 14,75 | 3.700  |  |
| Mijares  | 156 | 4.028  | 9,06  | 3.000  |  |
| Vinalopó | 81  | 1.692  | 0,85  | -      |  |
| Palancia | 85  | 911    | 1,50  | 900    |  |
| Serpis   | 75  | 753    | 2,59  | 770    |  |